# فرانك مارتن (لاعب هوكي الجليد)
فرانك مارتن هو لاعب هوكي الجليد كندي، ولد في 1 مايو 1933 في Cayuga, Ontario ‏ في كندا، وتوفي في 18 فبراير 2007.

## وصلات خارجية
- فرانك مارتن على موقع دوري الهوكي الوطني (الإنجليزية)
- فرانك مارتن على موقع قاعة مشاهير الهوكي (لاعب أن.إتش.أل) (الإنجليزية)
- فرانك مارتن على موقع EliteProspects.com (الإنجليزية)
- فرانك مارتن على موقع HockeyDB.com (الإنجليزية)
- فرانك مارتن على موقع Hockey-Reference.com (الإنجليزية)